# Bezouce
Bezouce is een gemeente in het Franse departement Gard (regio Occitanie). De plaats maakt deel uit van het arrondissement Nîmes. Bezouce telde op 1 januari 2022 2.341 inwoners.

## Geografie
De oppervlakte van Bezouce bedroeg op 1 januari 2022 12,29 vierkante kilometer; de bevolkingsdichtheid was toen 190,5 inwoners per km².

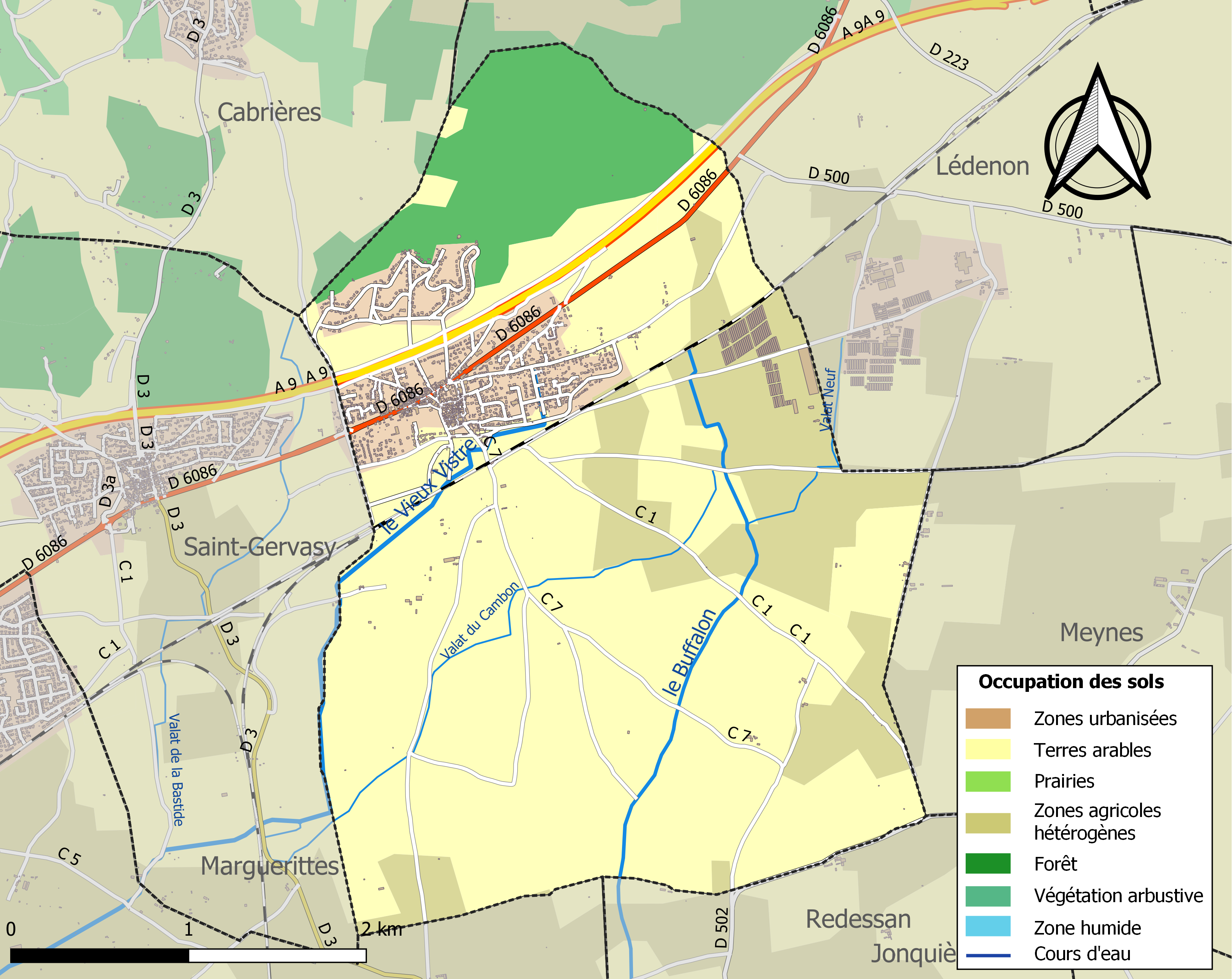
Kaart van de gemeente met belangrijkste infrastructuur, bodemgebruik en omliggende gemeenten

## Demografie
Onderstaande figuur toont het verloop van het inwonertal (bron: INSEE-tellingen).